# 賈俊 (明朝)
贾俊（1428年—1495年），字廷杰，保定府祁州束鹿县（今河北省辛集市）人，明朝政治人物，官至工部尚書。

## 生平
景泰元年（1450年）庚午科順天鄉試舉人，入国子监读书。天順三年十二月以國子監生提拔“試職”用之監察御史。次年為山西道監察御史。巡按浙江、山西、陕西、河南、南畿，有政聲。累官山东副使。成化十三年（1477年）拜右佥都御史，巡撫寧夏凡七年，有治绩，召为工部右侍郎。數月後拜工部尚书，明朝以舉人拜尚書的第一人。弘治七年（1494年）二月十七日退休。弘治八年六月十八日卒。